# Ermitage de Butuceni
L'ermitage de Butuceni, aussi appelé monastère d’Orhei, fait partie du complexe d’Orheiul Vechi, dans la région d'Orhei, en Moldavie. Il est situé à environ 50 km au nord de la capitale Chișinău.

## Présentation
L'ermitage est en réalité un complexe monacal (monastère) en partie fortifié et faisant partie d'un réseau de caves au sein de plusieurs promontoires naturels. Le principal est situé dans la commune de Butuceni et s'appelle Orheiul Vechi (traduit par « vieil Orhei »). Le complexe est en effet composé de dizaines de tunnels creusés à même la roche par la main de l'homme et de centaines de salles et servait de vieux village depuis le Xe siècle aux chrétiens s'établissant dans la zone.
Cet ensemble comprend environ 350 vestiges de grottes, dont une centaine creusées par l’homme et le reste étant des formations karstiques.

## Historique
L'histoire du vieil Orhei comprend trois époques principales - le paléolithique, l'énéolithique et l'âge du fer.
On y a trouvé des vestiges en terre et en bois de forteresses géo-daces des VIe – XIe siècles avant notre ère.
Au cours du XIVe siècle, la forteresse-ermitage fut rebaptisée Shehr al-Jedid, en raison de l'invasion musulmane dans la région. On appelle aussi cette période « Horde d'or ». Elle fut reconstruite selon les habitudes orientales avec deux caravansérails dans le centre, des bains publics et des constructions correspondant à l'usage islamique.
Orhei Vechi devint l'un des centres de défense les plus importants sous le voïvode d'Étienne le Grand au XVe siècle.
La fortification fut peu à peu re-christianisée avec plusieurs églises troglodytes, une résidence monacale et des manufactures. Le lieu fut définitivement nommé Orhei: « la fortification », à partir du XVIe siècle.
Originellement (Xe siècle) l’entrée dans le monastère se faisait du côté du lit de la rivière Răut: des marches sculptées dans la pierre descendaient vers la rivière afin notamment de permettre un acheminement par bateau et une meilleure protection.
À la suite de plusieurs glissements de terrain au début du XVIIIe siècle, l’escalier d’accès au monastère s’effondra et les moines durent quitter les lieux.
En 1820, des habitants du village voisin de Butuceni recreusèrent un tunnel d’accès d’une vingtaine de mètres dans la roche, la nouvelle entrée étant ornée d’un portail.
Pendant la période soviétique de Moldavie, le site fut fermé et interdit d'accès. Il rouvrit après 1991 mais de nombreux objets rituels ont disparu.

## Pèlerinage
L'ermitage est un lieu de pèlerinage traditionnel, notamment à Pâques et à la Pentecôte.

## Galerie

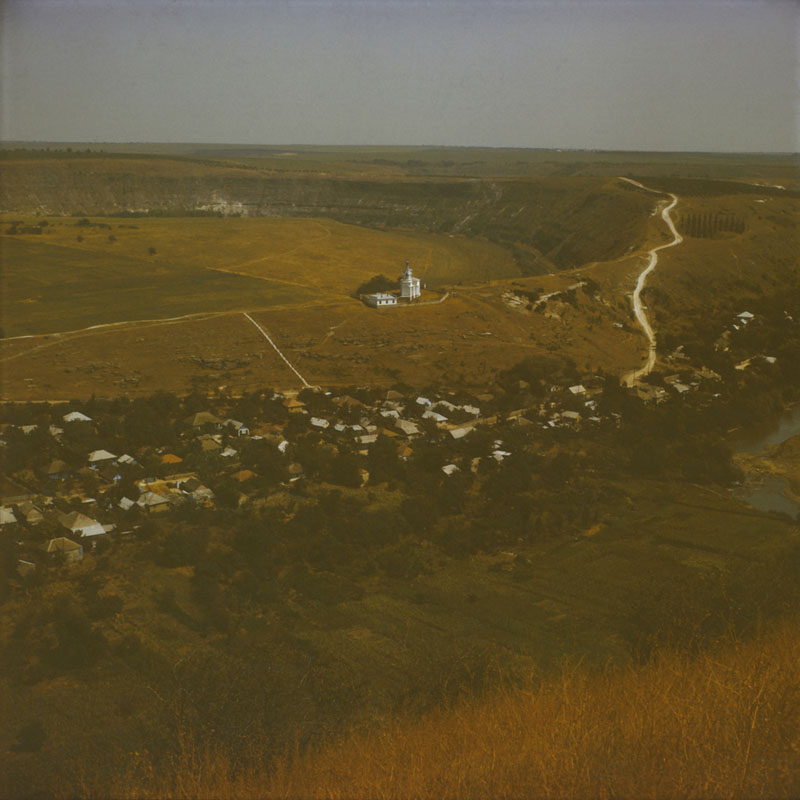
Vue générale de la colline, avec son église (1990)
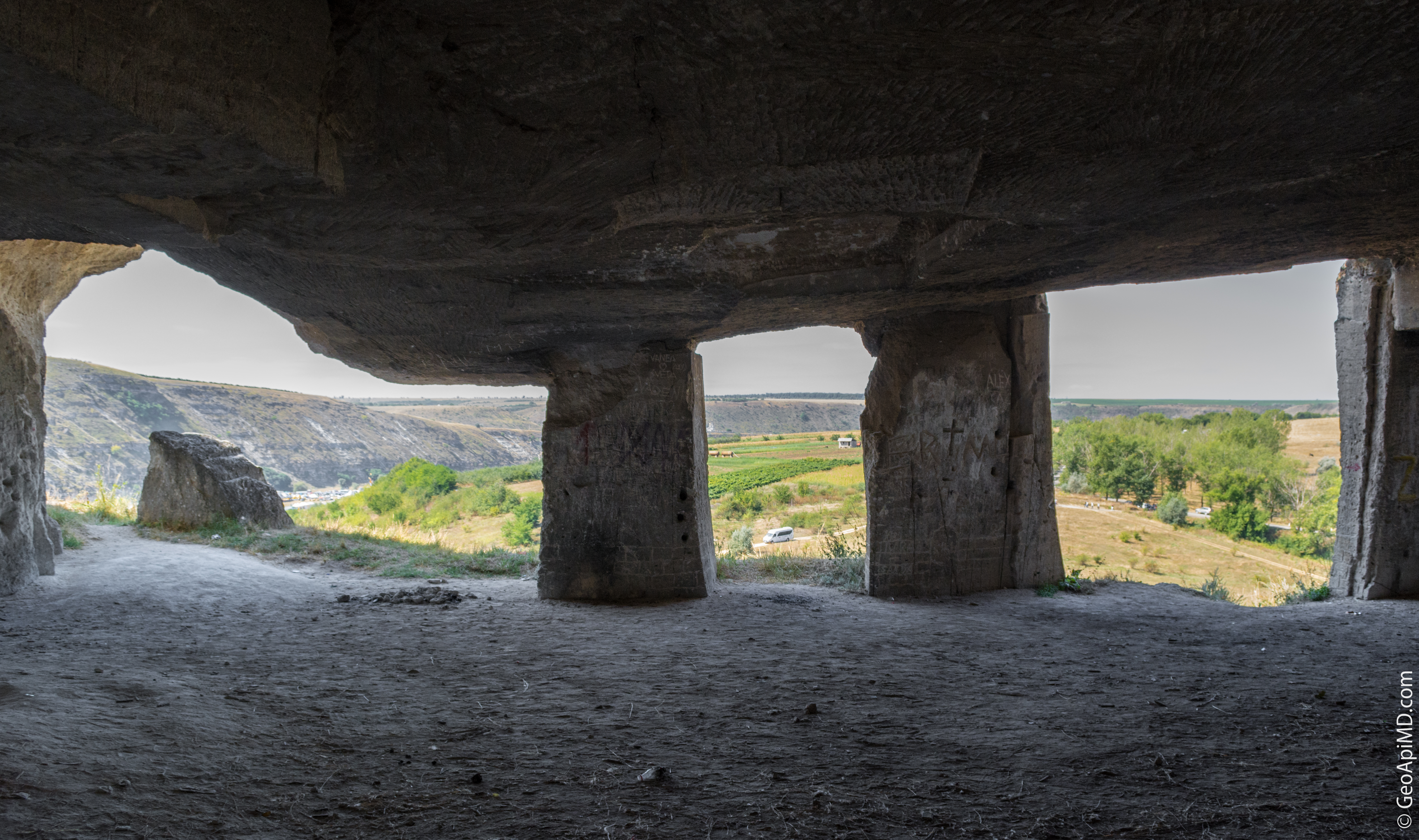
Une entrée de la forteresse
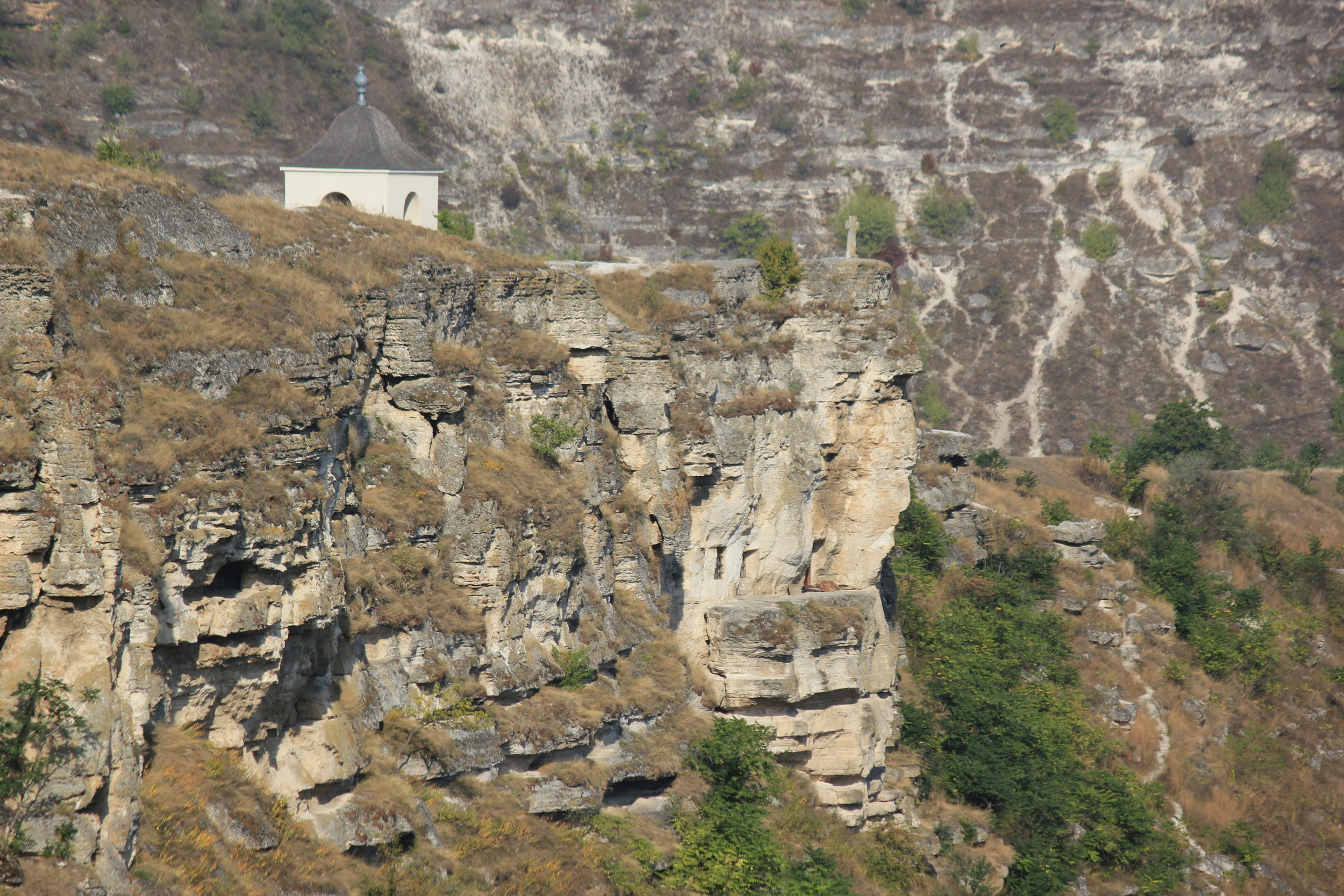
L'ermitage d'Orhei Vechi et sa forteresse de dédales de pierre
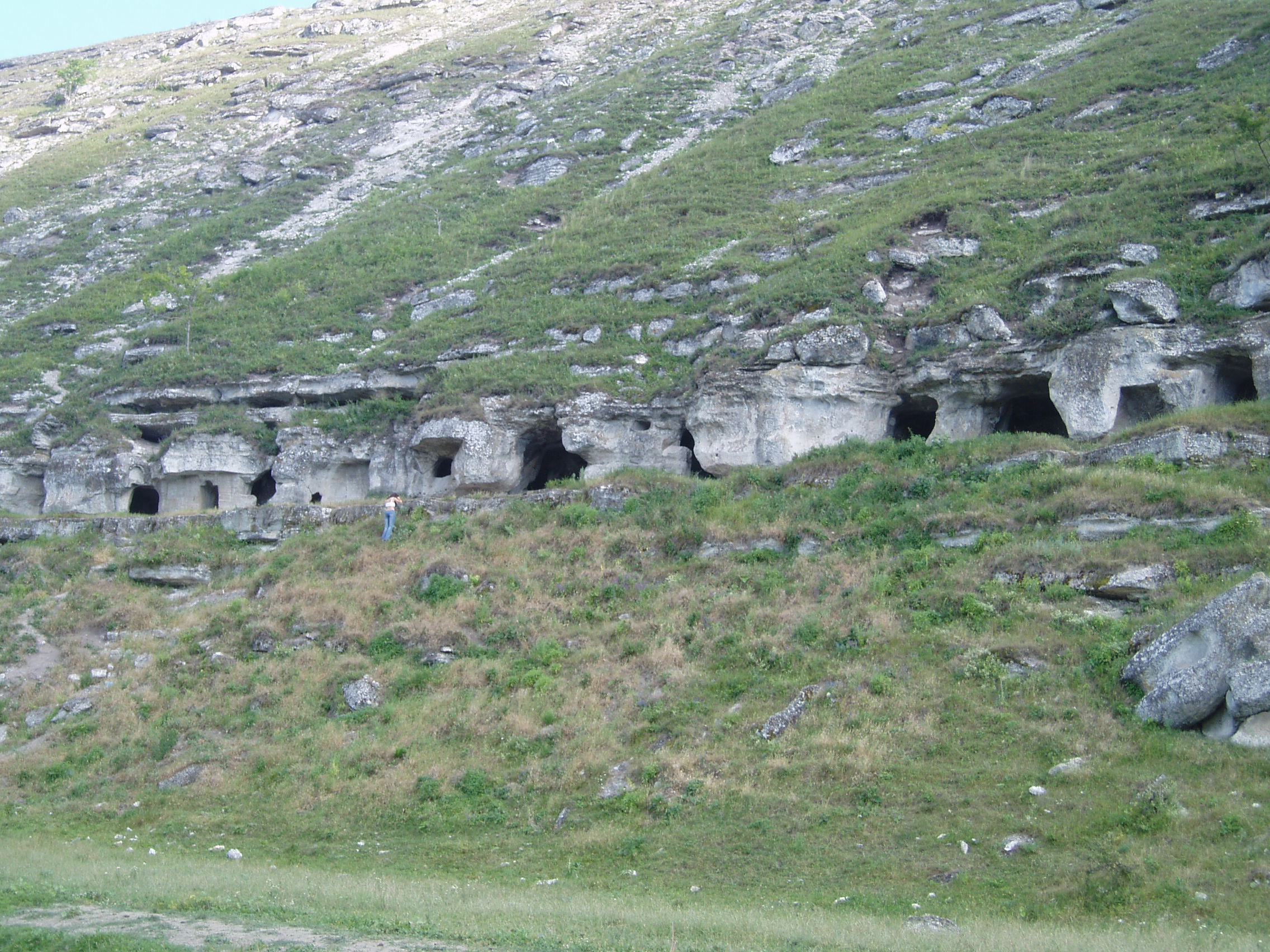
Ouvertures des caves du monastère
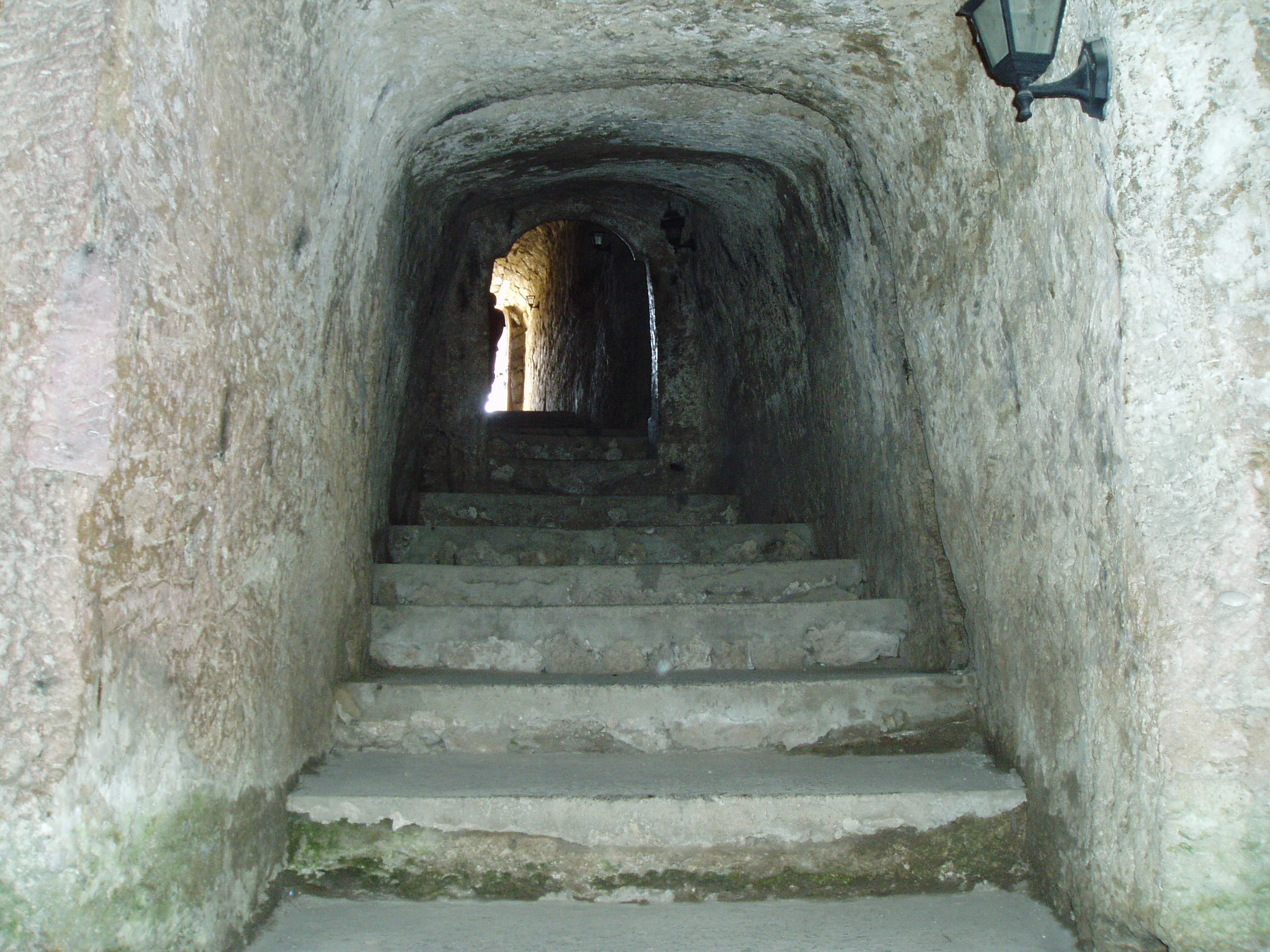
Passage à la vieille ville haute d'Orheiul Vechi par les caves
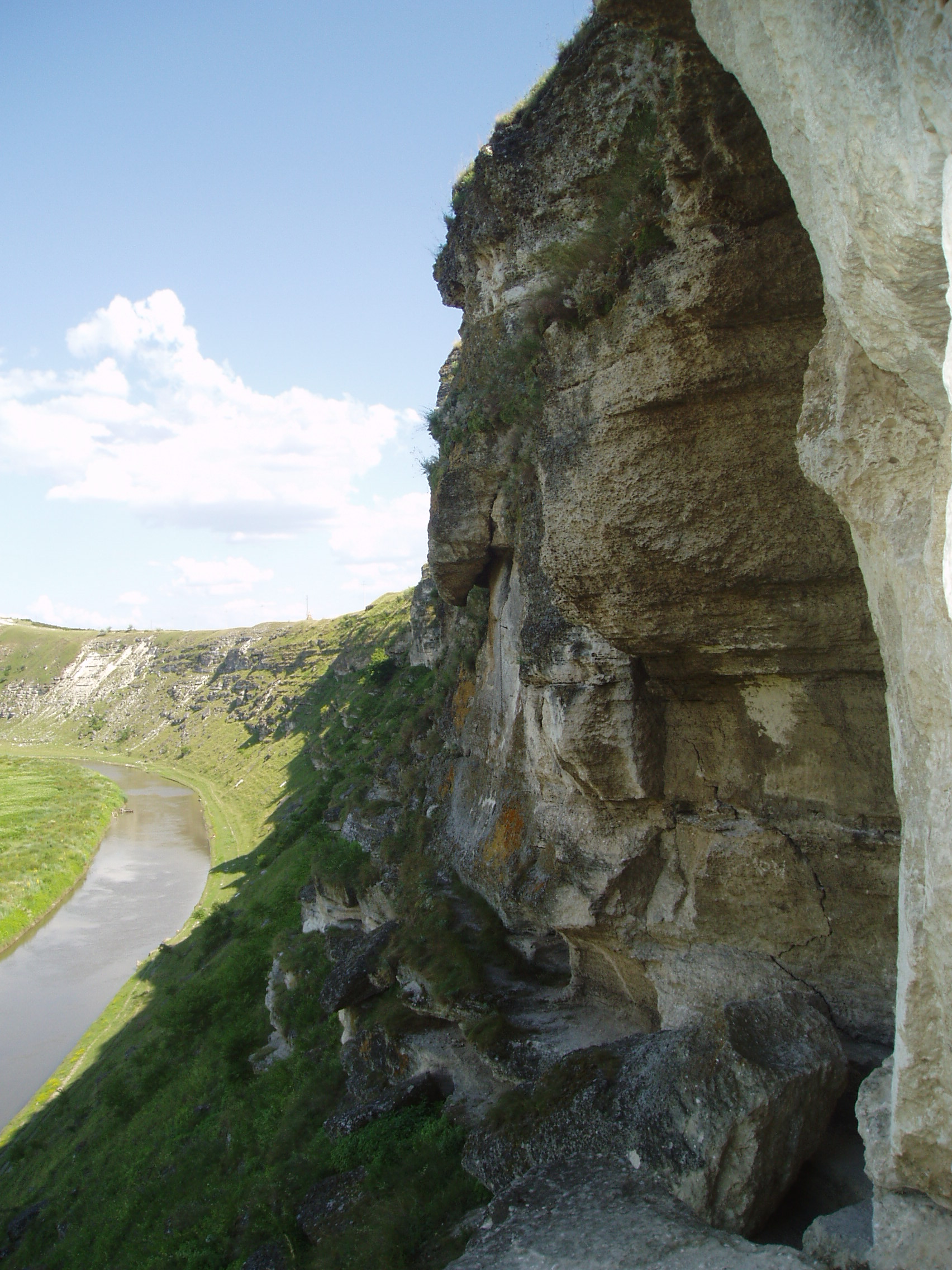
Vue depuis une ouverture du monastère